# Alexander Salmon
Pour les articles homonymes, voir Salmon.
Alexander Salmon (1820 - 6 août 1866) est un marchand anglais. Marié à Ari'ioehau Hinari'i Tepau a Tati, il a été le secrétaire de la reine Pōmare IV.

## Naissance et enfance
Né en 1820 à Hastings en Angleterre sous le nom d'Alexander Solomon, il est dit issu d'une famille de banquiers juifs installés à Londres depuis 1791, mais son père, John Solomon, tenait en réalité un commerce de fruits à Piccadilly. Alexandre et ses deux frères Julius William et Mortimer, prirent la résolution de s’expatrier, ils embarquent pour la Californie vers 1839 et arrivent à Tahiti en 1841.

## Mariage et descendance
En janvier 1842, Salmon épouse la princesse Ari'ioehau Hinari'i Tepau a Tati (1824-1897). Elle était la fille adoptive de la veuve du roi Pōmare II, la mère de Pōmare III et Pōmare IV. Considérée comme ayant le rang le plus haut dans la hiérarchie des chefs, étant par sa naissance la cheffe du clan Teva, le clan rival de la dynastie Pōmare, et dont l'adoption fut politique. Le mariage de Salmon et Ariioehau fut célébré au temple protestant de Papeete en janvier 1842. À cette occasion, la Reine Pomare IV a levé l'interdiction durant trois jours de la loi du 1er mars 1837 ne permettant pas les mariages entre les étrangers et les indigènes.
Le mariage a été consacré sous le nom de Ariitaimai : « Prince venu de la mer » ou « Prince venu de par-delà les mers ».
De ce mariage sont issus les enfants suivants : 
- Titaua Tetuanuireiaitea Salmon (3 novembre 1842 – 12 mars 1905), mariée à John Brander
- Ernest Tepauari'i'iahurai Salmon (Décembre 1843 – Avril 1844)
- Ari'ino'ore Moetia Salmon (3 mars 1848 – 18 avril 1935), mariée à Dorence Atwater (en), consul des États-Unis à Tahiti
- Tati Ari'i Teuraitera'i Salmon (1852 – 5 décembre 1918)
- Ari'ipaea Alexander Vehiaitipare Salmon (en) (4 août 1855 – 28 mars 1914)
- Jean Nari'ivaihoa Tepau Marama Salmon (24 octobre 1856 – 6 février 1906)
- S.M. la Reine Johanna Marauta'aroa Tepa'u Salmon (24 avril 1860 – 2 février 1934)
- Loïs Tefa'atau Vahine Manihinihi Piri Salmon (23 mars 1863 – 1825 mai 1894)
- Alexandrina Salmon (1er octobre 1866 – 2 avril 1919)